# ادی اونایندیا
ادی اونایندیا (انگلیسی: Odei Onaindia؛ زادهٔ ۷ دسامبر ۱۹۸۹) بازیکن فوتبال اهل اسپانیا است.
از باشگاه‌هایی که در آن بازی کرده‌است می‌توان به باشگاه فوتبال اتلتیک بیلبائو بی و باشگاه فوتبال میراندس اشاره کرد.